# Szatmári Liza
Szatmári Liza, született Herberger Liza (Hőgyész, 1928. március 14. – 2024. július 20.) Aase- és Gobbi Hilda-díjas magyar színésznő.

## Életútja
Lakner Bácsi Gyermekszínházában kezdte a pályát Ruttkai Évával. 1951-ben a Magyar Néphadsereg Színháza, azaz a Vígszínház szerződtette, melynek haláláig tagja maradt. 
1971-ben Varsányi Irén-emlékgyűrűt, 1995-ben Aase-díjat és a Magyar Köztársaság Arany Érdemkeresztjét vehette át, 2008-ban Gobbi Hilda-díjat kapott.
2008-ban férje, Szatmári István, az egykori kiváló színész emlékére A kiscsillag is csillag díj néven díjat alapított, amit évente egy művész nyerhet el kiemelkedő epizódalakításáért.

## Főbb színházi szerepei
- Eszéki Mari (Kárpáthy Gyula: Zrínyi)
- Gianetta (Heltai Jenő: A néma levente)
- Majka (Pavel Kohout: Ilyen nagy szerelem)
- Isméne (Jean Anouilh: Antigoné)
- Margarita Szavisna (Anton Pavlovics Csehov: Ivanov)
- Anna (Heinar Kipphardt: Shakespeare kerestetik)
- Eva Temple (Tennessee Williams: Orfeusz alászáll)
- Nő (Fejes Endre–Presser Gábor: Jó estét nyár, jó estét szerelem)
- Első asszony (García Lorca: Bernarda Alba háza)
- Nagyságos asszony (Ödön von Horváth: Mesél a bécsi erdő)
- Első hölgy (Henrik Ibsen: Solness építőmester)
- Grassalkovich hercegnő (Szirmai Albert: Mágnás Miska)
- Virginie (Eugène Labiche: Olasz szalmakalap)

## Filmek, tv
- Mint a szemünk fényére (1953)
- Nebáncsvirág (1969)
- Hölgyválasz (1971)
- Macskajáték (1972)
- Pirx kalandjai (sorozat)

- Akció 127 óra 25-kor című rész (1973)
- Egy csók és más semmi (1976)
- Állványokon (1977)
- A párbaj (1980)
- Megbízható úriember (1984)
- Kémeri

- A nuncius látogatása című rész (1985)
- Börtönkarrier (1987)
- Az aranyifjú (1987)
- Pénzt, de sokat! (1991)
- Szomszédok (sorozat)

- 134. rész (1992) ... vendég a presszóban

## Díjak, elismerések
- Varsányi Irén-emlékgyűrű (1971)
- Aase-díj (1995)
- Magyar Köztársaság Arany Érdemkeresztje (1996)
- Gobbi Hilda-díj (2008)